# モンテベロ (ケベック州)
モンテベロ（仏：Montebello）は、カナダ・ケベック州西部のウタウエ地域パピノー郡に属する市。人口934人（2021年統計）。カナダの首都圏（NCR）の東端でもある。
19世紀初頭まで先住民を含め、定住者のいないエリアだったが、ジョセフ・パピノー（Joseph Papineau）一族が土地を買い上げたことにより村の歴史は始まった。その息子ルイ・ジョセフ・パピノーが残したものは、マノワ・パピノー国定史跡としてパークス・カナダ（カナダ国立公園管理局）によって管理されている。
村はリゾート地として世界的に知られ、世界最大級の規模を誇るログハウス、シャトー・モンテベロがある。このリゾート地で1981年、G7サミット（先進国首脳会議）の第7回オタワ会議が開催された。1983年には、NATOの核計画グループ（NATO Nuclear Planning Group）を開催した歴史を持つ。